# آرمسترانگ سیدلی سابفیر
آرمسترانگ سیدلی سابفیر (به انگلیسی: Armstrong Siddeley Sapphire) یک موتور هواگرد ساختِ کارخانهٔ آرمسترانگ سیدلی در کشور بریتانیا است.